# Tijana Dapčević
Tijana Dapčević (mac. Тијана Дапчевиќ, serb. Тијана Дапчевић), z domu Todewska (mac. Тодевска; ur. 3 lutego 1976 w Skopju) – serbska wokalistka muzyki pop. Reprezentantka Macedonii podczas 59. Konkursu Piosenki Eurowizji (2014).

## Życiorys
W wieku pięciu lat rozpoczęła naukę w szkole muzycznej, a dwa lata później zaczęła naukę gry na wiolonczeli. W 1999 skończyła studia na akademii muzycznej na wydziale wiolonczeli.
W 2000 wyjechała do Belgradu, gdzie nagrała i wydała nakładem wytwórni City Records swój debiutancki album studyjny, zatytułowany Kao da... W 2002 wygrała czarnogórski festiwal muzyczny Sunčane Skale, wykonując utwór „Negativ” autorstwa Darko Dimitrowa. Singiel promował jej drugą płytę, również zatytułowaną Negativ.
W 2004 wystąpiła po raz pierwszy podczas festiwalu muzycznego w Budwie (obecnie Pjesma Mediterana) oraz wydała album pt. Zemlja mojih snova. W 2005 z piosenką „Sve je isto, samo njega nema” zajęła pierwsze miejsce na 12. festiwalu muzycznym w Budwie. W utworze śpiewała o byłym prezydencie Jugosławii, Josipie Brozie Ticie. W Polsce utwór znany jest głównie za sprawą Nataszy Urbańskiej, która w 2009 została zdyskwalifikowana z udziału w 46. Krajowym Festiwalu Piosenki Polskiej w Opolu, do którego zgłosiła utwór „Mała”, który został oceniony jako plagiat serbskiej kompozycji.
W 2006 z piosenką „Julijana” wygrała serbski Radio Festival-Feras. W tym samym roku wystąpiła w Beovizii z utworem Greh, zajmując czwarte miejsce z 61 punktami i przechodząc do finału Evropesmy (serbsko-czarnogórskich eliminacji do Konkursu Piosenki Eurowizji), w którym zajęła 10. miejsce z 20 punktami. W 2007 wydała czwarty album studyjny pt. Žuta minuta, a w 2010 – płytę pt. Muzika. W 2014 z piosenką „To the Sky” (pierwotnie: „Pobeda”) reprezentowała Macedonię podczas 59. Konkursu Piosenki Eurowizji w Kopenhadze. Nie zakwalifikowała się do finału konkursu, plasując się na 13. miejscu w półfinale.

## Życie prywatne
Jest starszą siostrą piosenkarki Tamary Todewskiej. Zamężna z serbskim przedsiębiorcą Milanem Dapčeviciem, z którym ma syna Vukę.

## Dyskografia

### Albumy studyjne
- Kao da... (2001)
- Negativ (2002)
- Zemlja mojih snova (2004)
- Žute minute (2007)
- Muzika (2010)